# Comunas do Benim

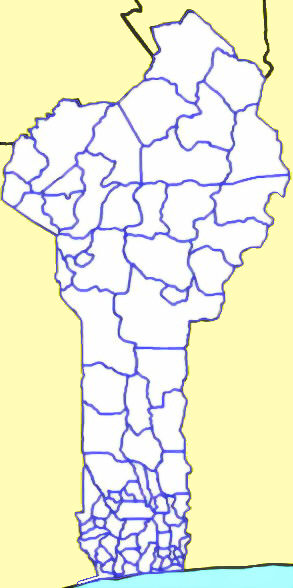
Comunas do Benim

Os departamentos do Benim são subdivididos em 77 comunas (cidade, vila, distrito), que por sua vez estão divididas em arrondissements e finalmente em aldeias ou bairros da cidade. Antes de 1999, as províncias foram repartidas em 84 distritos, intitulados também urbanos ou rurais. Antes da independência, as seis províncias foram subdivididas em cercles, cantões, prefeituras e aldeias ou cidades.
As comunas são listadas abaixo, por departamento:

## Alibori

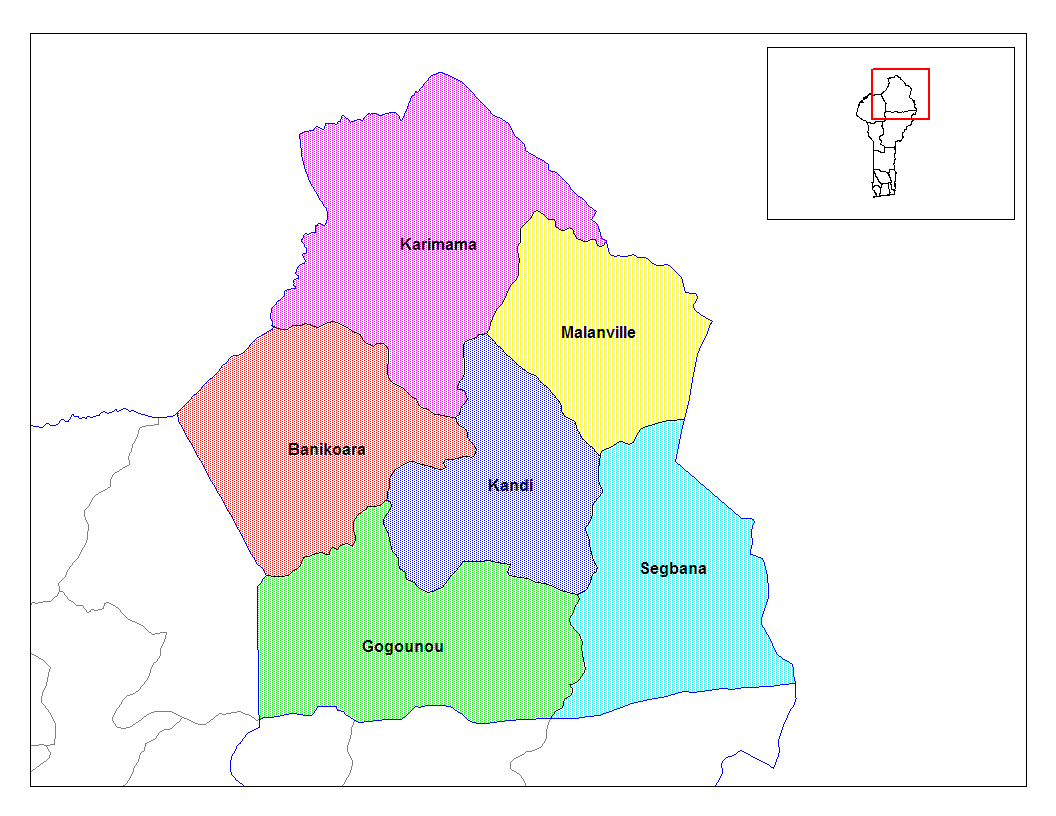
Comunas de Alibori

1. Banikoara
2. Gogounou
3. Candi
4. Karimama
5. Malanville
6. Segbana

## Atakora

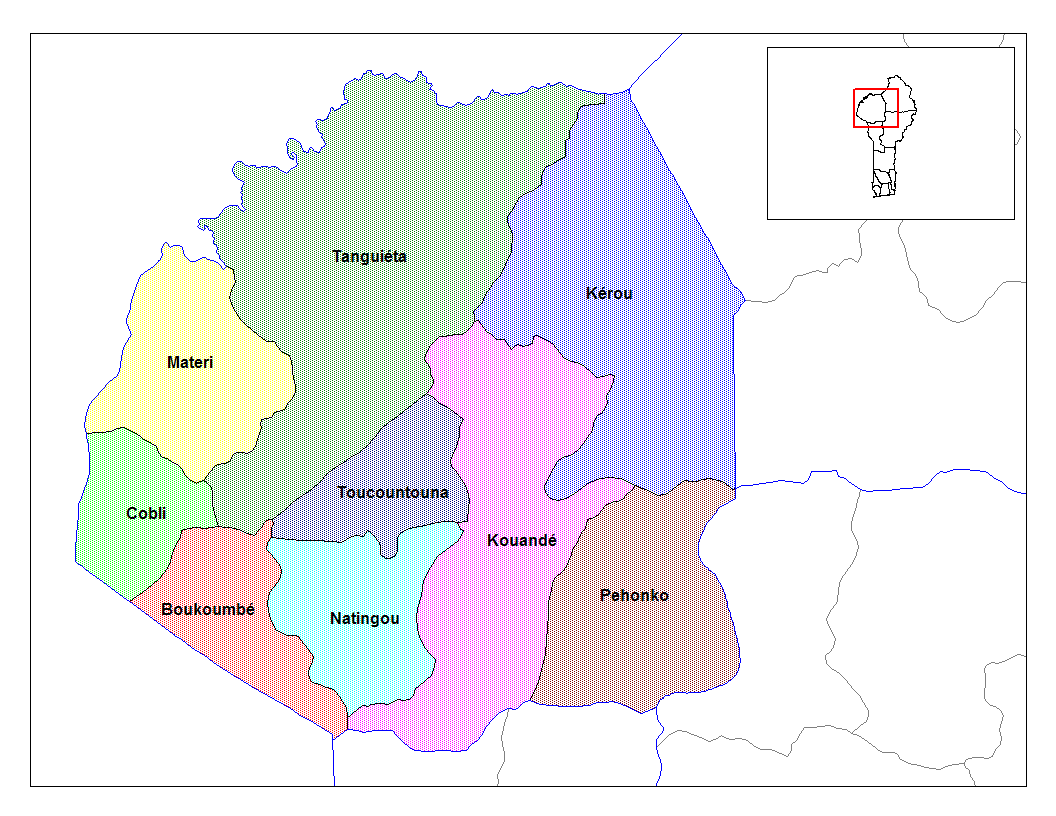
Comunas de Atakora

1. Boukoumbé
2. Cobly
3. Kérou
4. Kouandé
5. Matéri
6. Natitingou
7. Pehonko
8. Tanguiéta
9. Toucountouna

## Atlântico

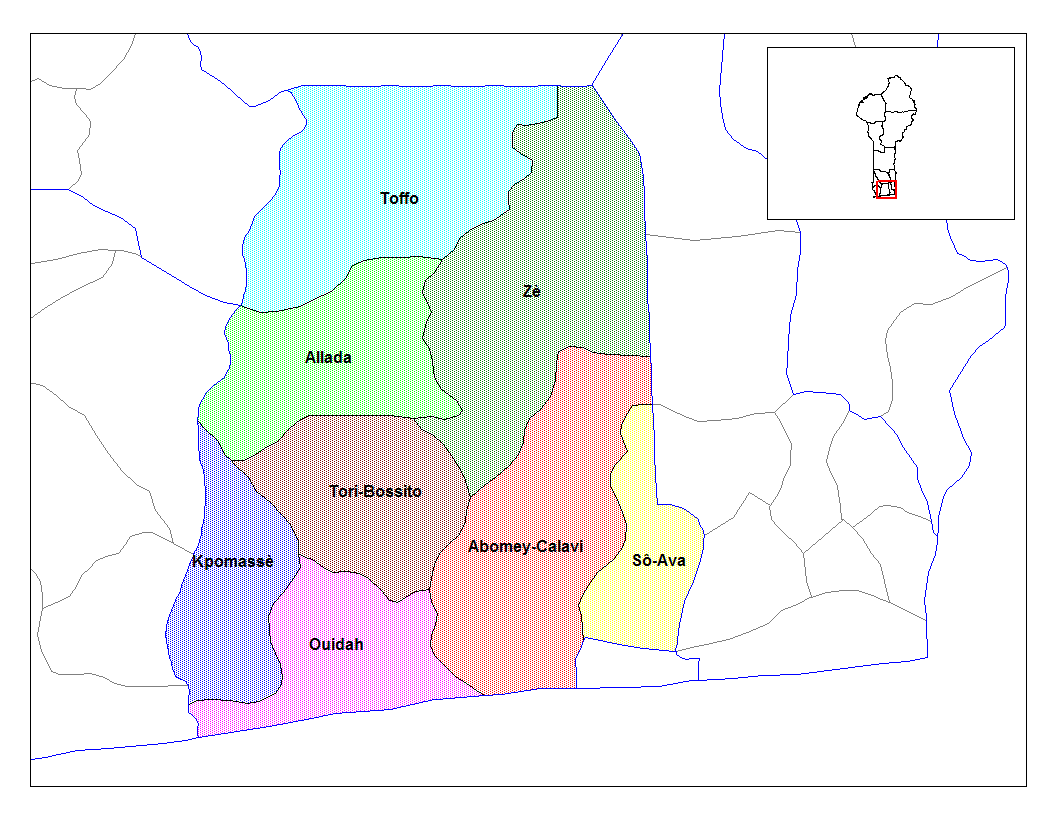
Comunas de Atlantique

1. Abomei-Calavi
2. Aladá
3. Kpomassè
4. Uidá
5. Sô-Ava
6. Toffo
7. Tori-Bossito
8. Zè

## Borgou

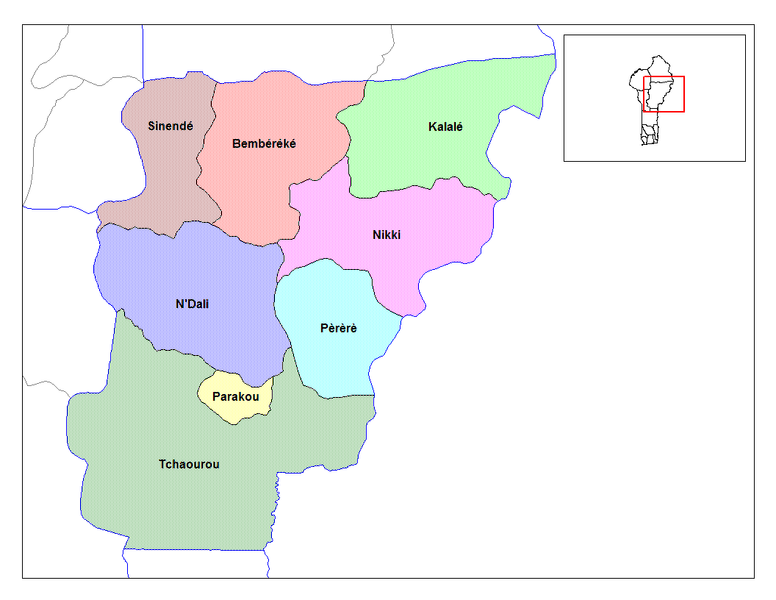
Comunas de Borgou

1. Bembéréké
2. Kalalé
3. Candi
4. N'Dali
5. Nikki
6. Parakou
7. Pèrèrè
8. Sinendé
9. Tchaourou

## Collines

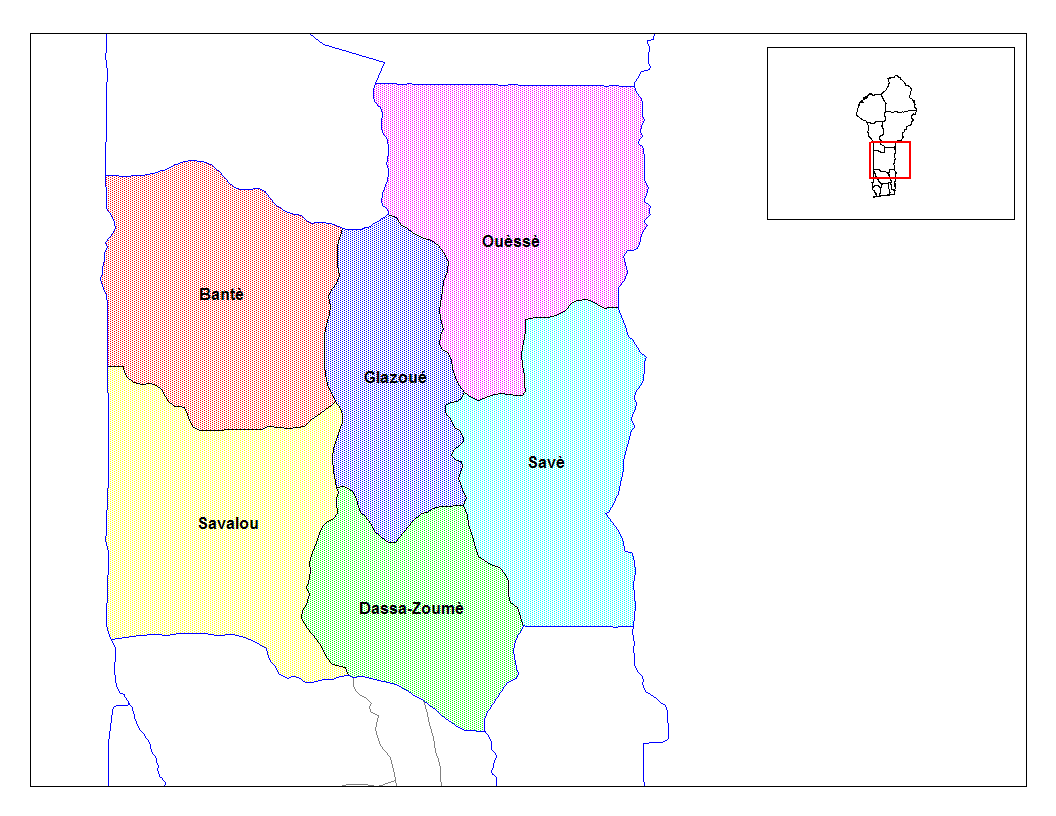
Comunas de Collines

1. Bantè
2. Dassa-Zoumé
3. Glazoué
4. Ouèssè
5. Savalou
6. Savé

## Donga

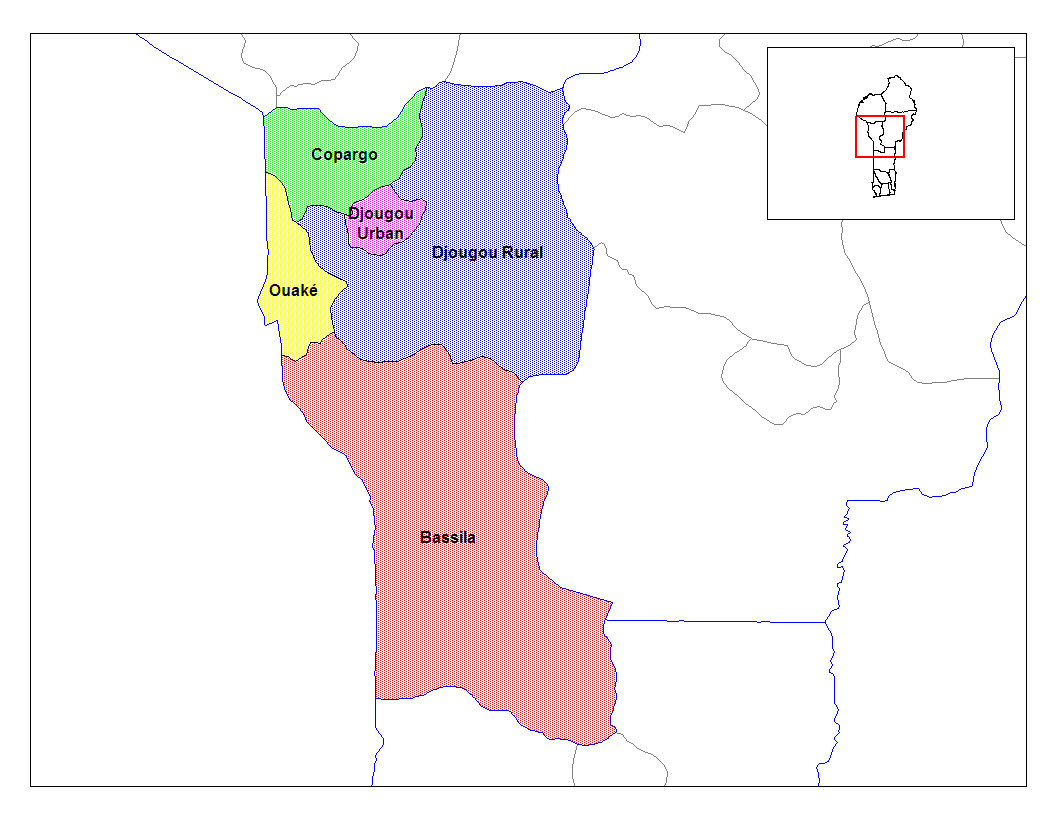
Comunas de Donga

1. Bassila
2. Copargo
3. Djougou Rural
4. Djougou Urban
5. Ouaké

## Kouffo

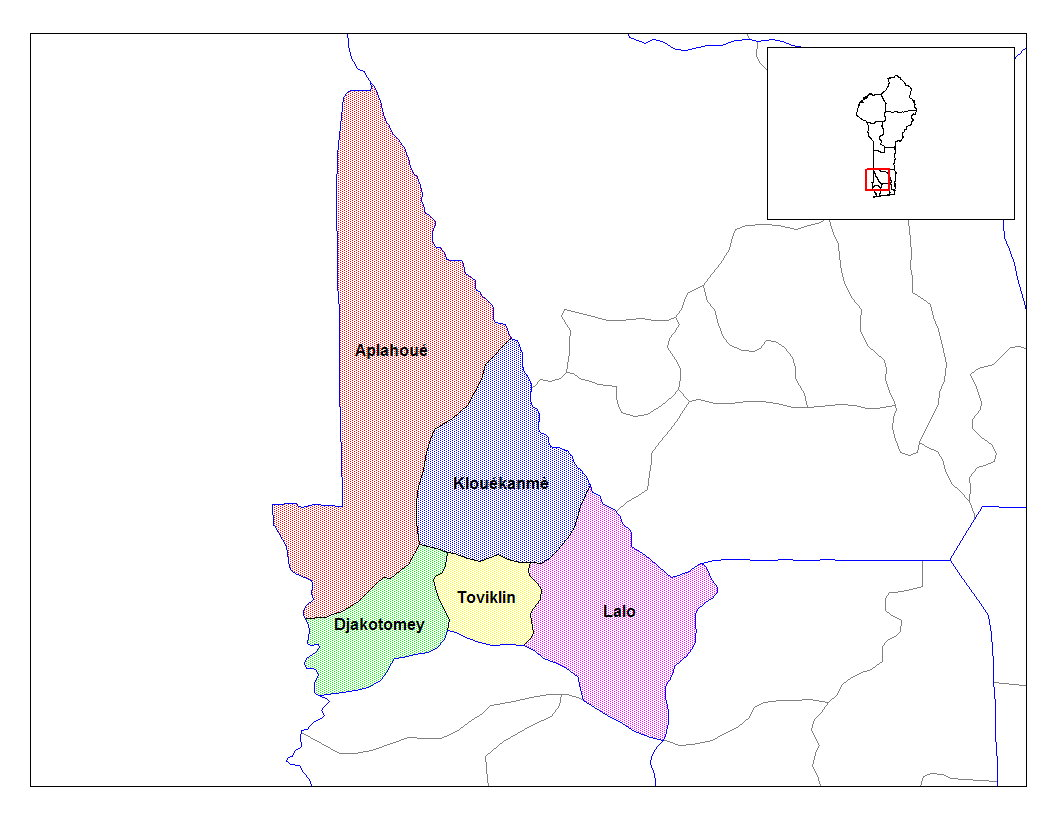
Comunas de Kouffo

1. Aplahoué
2. Djakotomey
3. Klouékanmè
4. Lalo
5. Toviklin

## Littoral

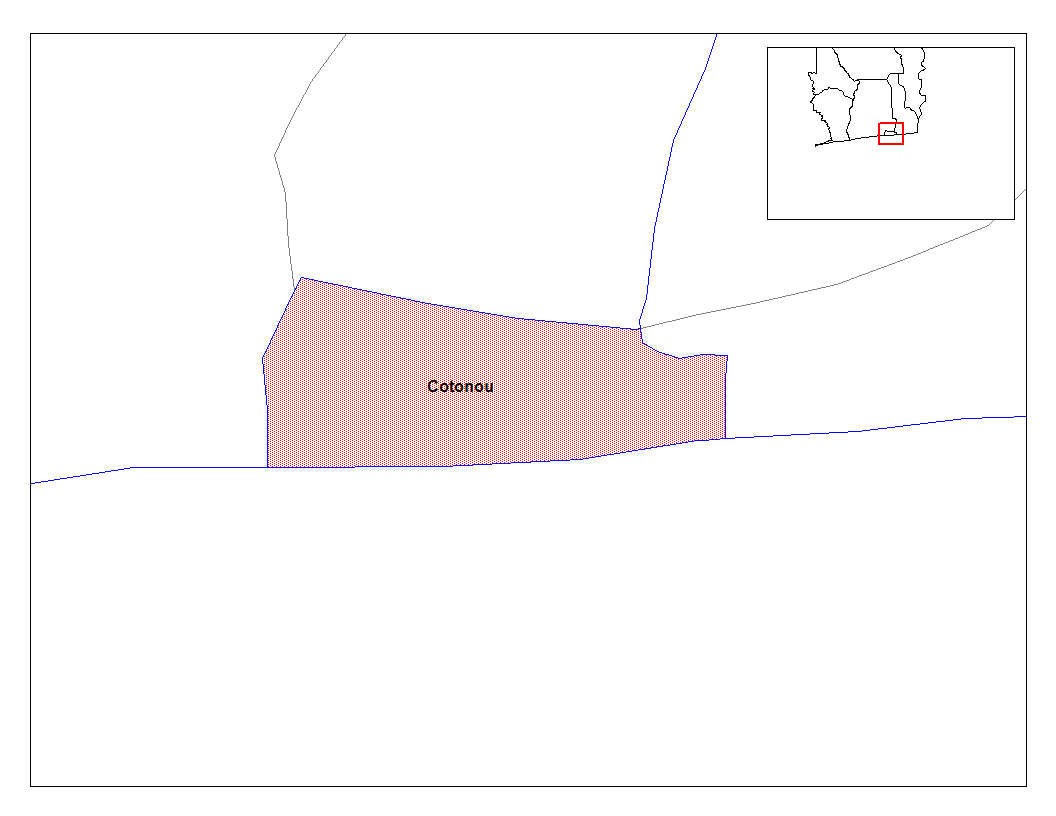
Comunas de Littoral

1. Cotonou

## Mono

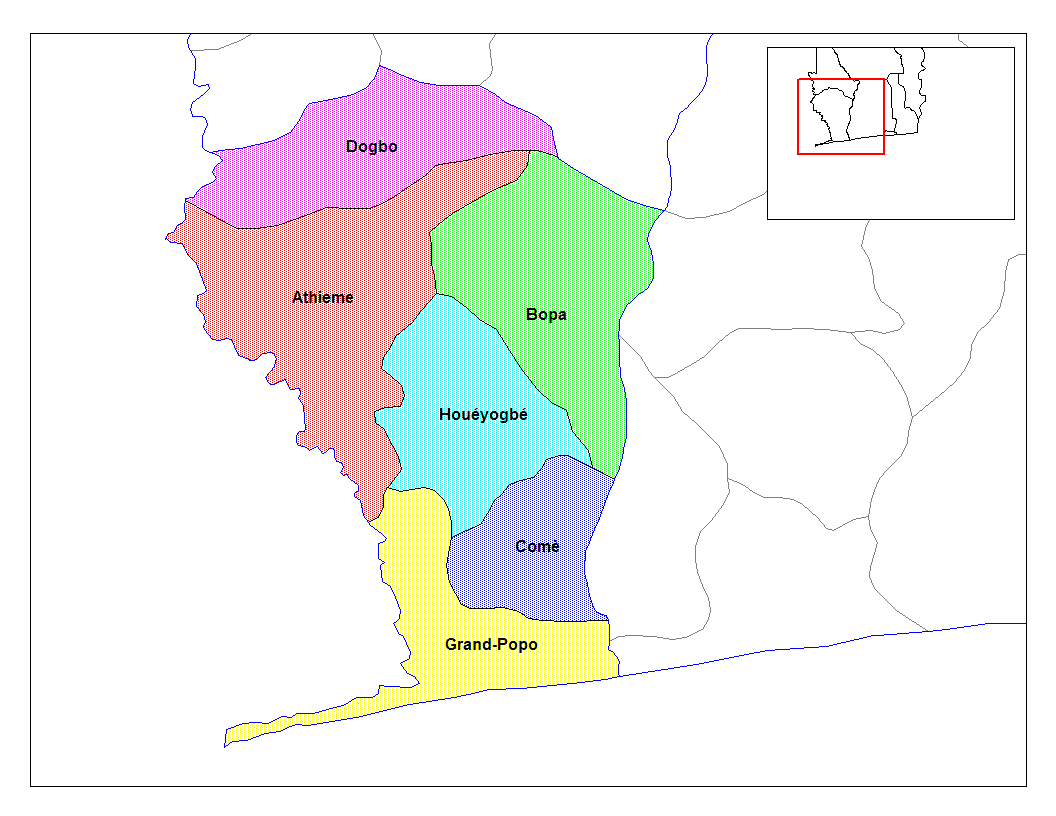
Comunas de Mono

1. Bopa
2. Comè
3. Dogbo
4. Grand-Popo
5. Houéyogbé

## Ouémé

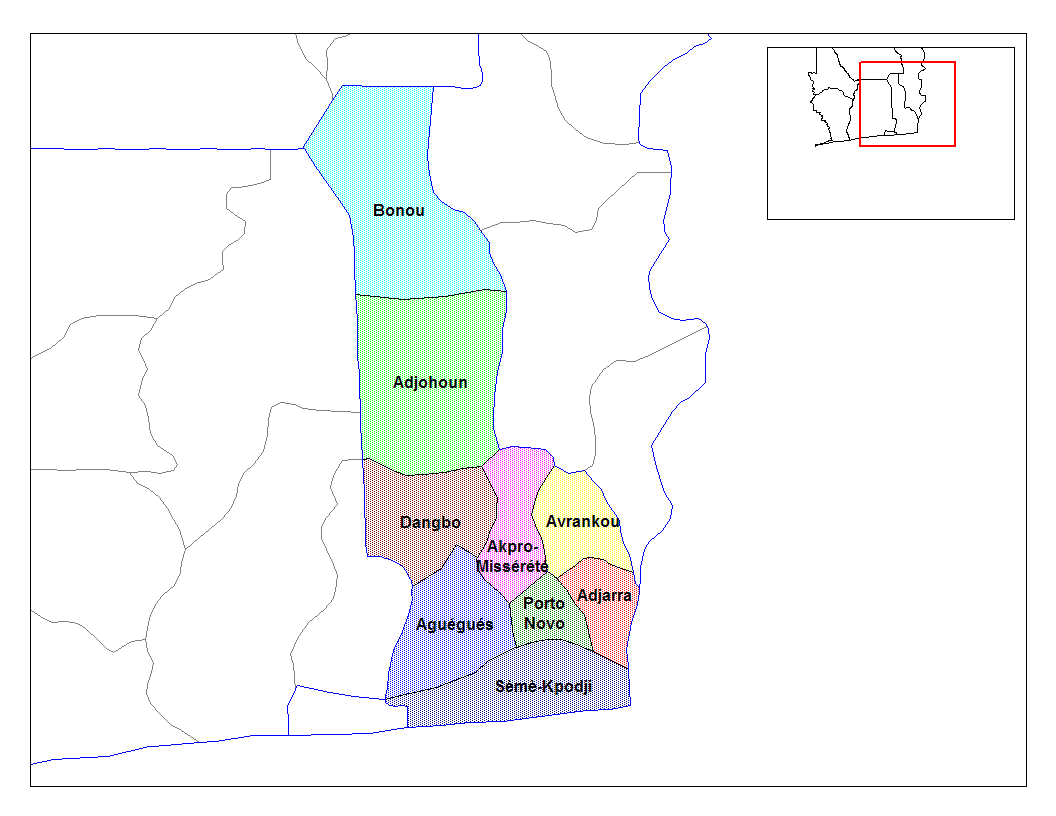
Comunas de Ouémé

1. Adjarra
2. Adjohoun
3. Aguégués
4. Akpro-Missérété
5. Avrankou
6. Bonou
7. Dangbo
8. Porto Novo
9. Sèmè-Kpodji

## Plateau

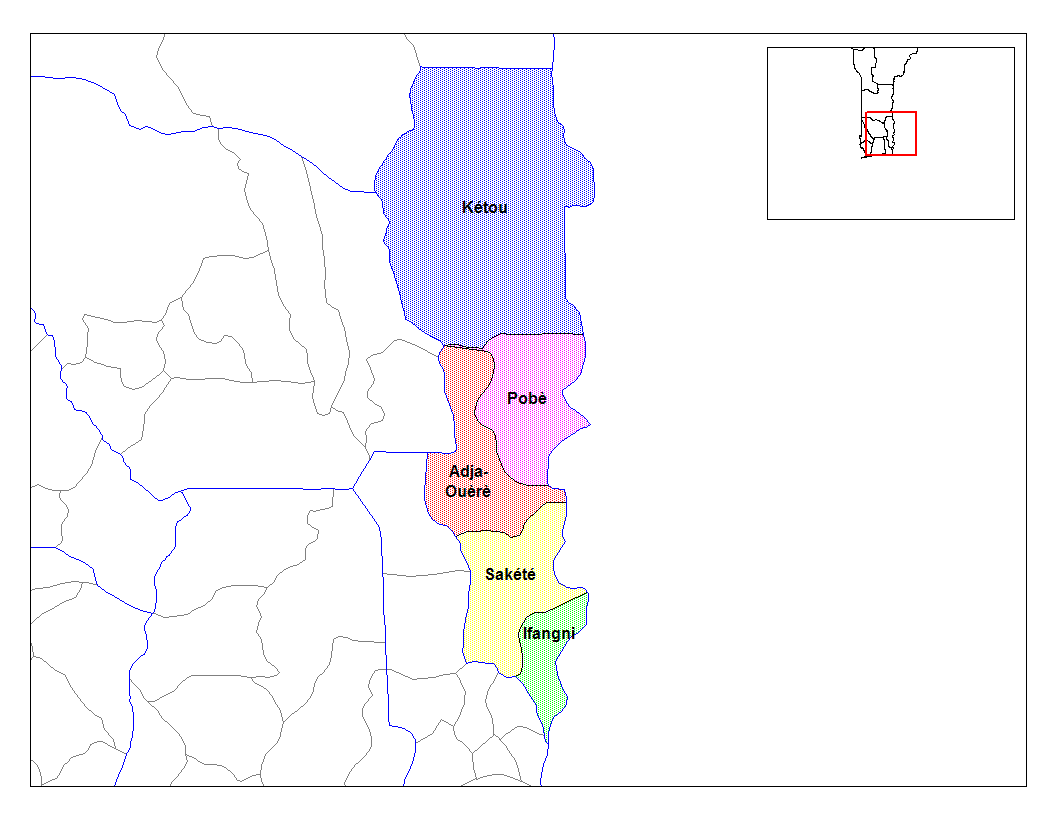
Comunas de Plateau

1. Ifangni
2. Adja-Ouèrè
3. Kétou
4. Pobè
5. Sakété

## Zou

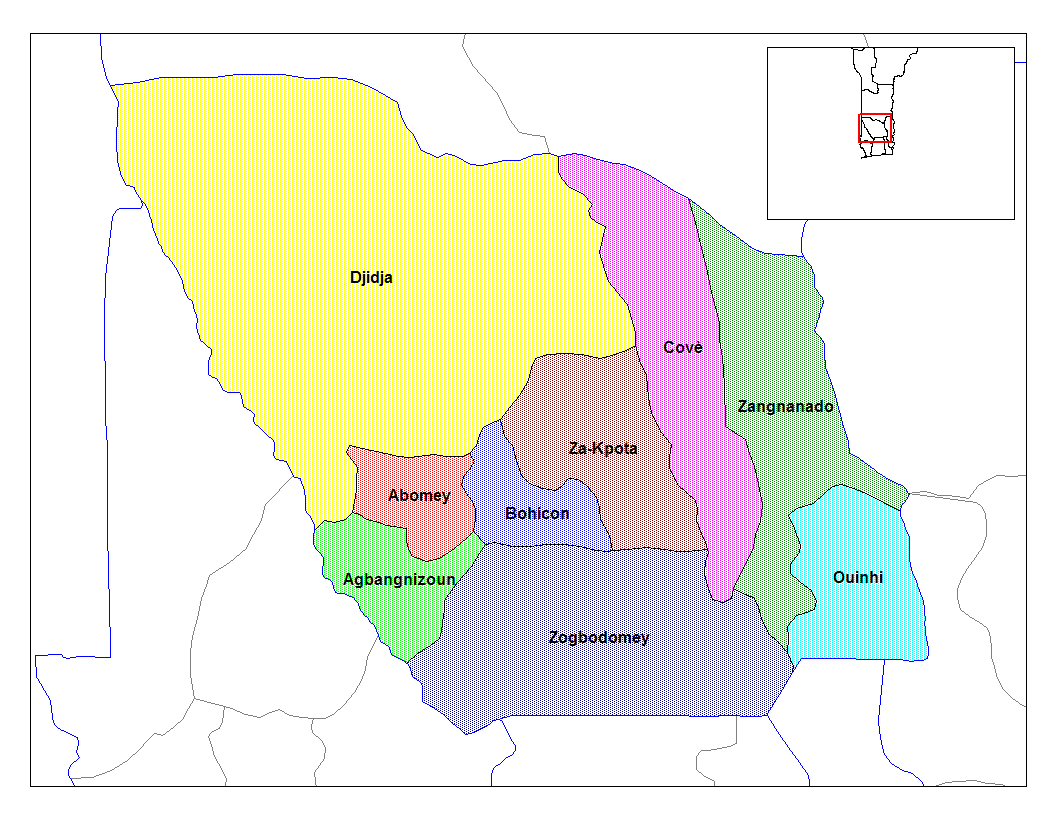
Comunas de Zou

1. Abomey
2. Agbangnizoun
3. Bohicon
4. Covè
5. Djidja
6. Ouinhi
7. Za-Kpota
8. Zangnanado
9. Zogbodomey